# Mare Acidalium (Gradfeld)

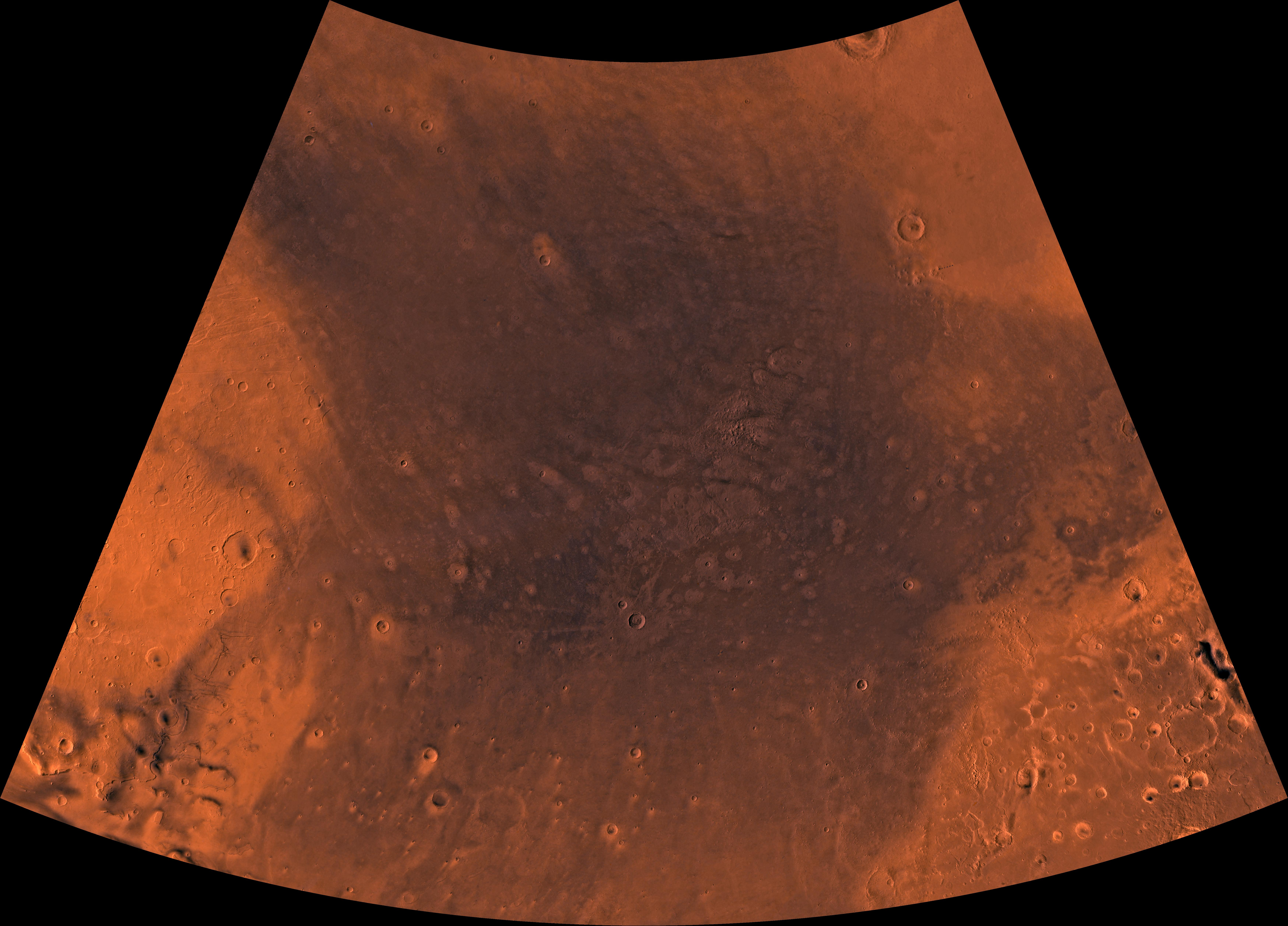
Bild des Mare Acidalium, die großen Einschlagkrater Lomonossow (weit oben rechts) und der Kunowsky (oben rechts) sind leicht zu sehen. Das berühmte Marsgesicht ist unten rechts zu finden.

Das  Mare-Acidalium-Gradfeld gehört zu den 30 Gradfeldern des Mars. Sie wurden durch die United States Geological Survey (USGS) festgelegt. Die Nummer ist MC-4, das Gradfeld umfasst das Gebiet von 0° bis 60° westlicher Länge und von 30° bis 65° südlicher Breite.

## Herkunft des Namens
Der Name kommt von einem Albedo feature im Bereich von 45° N and 330° E auf dem Mars, die Gegend wurde nach einer Quelle oder Brunnen in Boeotia, im antiken  Griechenland wo in der griechischen Mythologie Venus mit ihren Verehrerinnen gebadet hat. Der Name wurde 1958 durch die Internationale Astronomische Union vergeben.

## Geologie
Das Gradfeld enthält viele geologische Formationen wie Erosionsrinnen und mögliche Küstenlinien eines ehemaligen nördlichen Ozean. Verschiedene Bereiche sind stark geschichtet. Die Grenze zwischen den südlichen Hochebenen und den nördlichen Tiefebenen liegt auch hier. Auch das bekannte „Marsgesicht“ (Cydonia Mensae) befindet sich im Gradfeld.  Des Weiteren befindet sich hier Kasei Valles, ein System von Canyons. Während der irdische Grand Canyon 28 km misst,  ist es 482 km groß.